# Hans Krebs
Hans Adolf Krebs (Hildesheim, 25 de agosto de 1900 — Oxford, 22 de novembro de 1981) foi um biólogo, médico e bioquímico alemão. Krebs é mais conhecido por sua identificação de dois ciclos metabólicos importantes: o ciclo da ureia e do ciclo do ácido cítrico. O último, a sequência-chave de reações químicas metabólicas que produz energia nas células, também é conhecido como o ciclo de Krebs e lhe rendeu o Prêmio Nobel em 1953, que compartilhou com Fritz Lipmann.

## Biografia
Hans Adolf Krebs nasceu em 25 de agosto de 1900 em Hildesheim, na Baixa Saxônia, na Alemanha, filho de Georg Krebs, um otorrinolaringologista.
Cursou medicina, biologia e química na Universidade de Göttingen, na Universidade de Hamburgo e na Universidade de Berlim; nesta última trabalhou com Otto Heinrich Warburg, Nobel de Fisiologia ou Medicina de 1931. Obteve a cátedra de Medicina Interna da Universidade de Friburgo. Em 1931, emigra a Inglaterra, nacionalizando-se. Exerceu atividades docentes nas Universidades de Sheffield e Cambridge. Foi Professor Whitley de Bioquímica e no Trinity College, em Oxford. Faleceu em 22 de novembro de 1981, em Oxford.
Seus principais trabalhos de pesquisa giram em torno das análises do metabolismo celular, principalmente na transformação dos nutrientes em energia dentro das células. Descobriu que certas reações conhecidas dentro das células estavam relacionadas entre si, nomeando esta sucessão de reações de ciclo do ácido cítrico (1937), mais tarde renomeado em sua honra de Ciclo de Krebs. O ciclo do ácido cítrico é o conjunto de reações energéticas que se produzem nos tecidos dos mamíferos, traduzidas pela formação e decomposição repetidas do ácido cítrico com eliminação de gás carbônico.
Outras investigações desenvolvidas por Krebs incluem aspectos fundamentais do ciclo da ureia (urogênese), e o descobrimento da importância dos ácidos tricarboxílicos (ácido cítrico, ácido isocítrico, ácido aconítico, etc.) na respiração aeróbica.
Recebeu o Nobel de Fisiologia ou Medicina de 1953, compartilhado com Fritz Lipmann.

## Publicações selecionadas
- Hans Adolf Krebs: Energy Transformations in Living Matter: A Survey. Springer, Berlin, Göttingen, Heidelberg, 1957, ISBN 978-3-540-02189-6
- Hans Krebs, Roswitha Schmid: Otto Warburg. Zellphysiologe, Biochemiker, Mediziner 1883–1970. Wissenschaftliche Verlagsgesellschaft, 1979, ISBN 978-3-8047-0569-2
- Hans Adolf Krebs: Wie ich aus Deutschland vertrieben wurde – Dokumente mit Kommentaren. In: Medizinhistorisches Journal. Band 15, Heft 4, 1980, S. 357–377.[4]
- Hans Adolf Krebs: On asking the right kind of question in biological research (= Rheinisch-Westfälische Akademie der Wissenschaften [Hrsg.]: . N300). Westdeutscher Verlag, Opladen 1981, ISBN 3-531-08300-7
- Hans Adolf Krebs: Reminiscences and Reflections. Clarendon Press, Oxford; Oxford University Press, New York, 1981 (verfasst mit Anne Martin).
- Hans Adolf Krebs: Meine Liebe zu Hildesheim hat nie aufgehört. Red.: Helga Stein. Lax, Hildesheim 1990.